# Acasta Gneiss
De Acasta Gneiss is een gesteente-eenheid die dagzoomt in de Canadese provincie Northwest Territories, vooral bestaande uit Archeïsche gneis. De Acasta Gneiss is een van de oudste gedateerde gesteenten ter wereld.

## Eigenschappen
De Acasta Gneiss bestaat petrologisch gezien uit een gemetamorfoseerde tonaliet. De zirkonen die in het metamorfe gesteente voorkomen, vormden de basis voor de datering van de ouderdom van het gesteente die is vastgesteld op Hadeïcum (4,03 Ga). Geologisch gezien maakt de Acasta Gneiss deel uit van het Canadees Schild.

## Naam
De Acasta Gneiss is genoemd naar de rivier de Acasta die zo'n 350 kilometer ten noorden van Yellowknife ten oosten van Great Slave Lake stroomt.

## Ontdekking
De ontsluiting van de Acasta-gneis werd begin jaren 80 ontdekt in een afgelegen deel van Canada, waar het inheemse Tlicho volk leefde. In 2003 bezocht een team van het Smithsonian instituut de ontsluiting en verzamelde een 4000 kg zwaar monster van Acasta Gneiss om het buiten het National Museum of the American Indian in Washington, D.C tentoon te stellen.

## Voetnoten
1. ↑  Bowring, S.A. en Williams, I.S., 1999. Priscoan (4.00-4.03 Ga) orthogneisses from northwestern Canada. Contributions to Mineralogy and Petrology, v. 134, 3-16.
2. ↑  Alle informatie in dit artikel is afkomstig van het artikel Acasta Gneiss op de Engelstalige Wikipedia